# De avonturen van Hergé
De avonturen van Hergé is een biografische strip over het leven van striptekenaar Hergé. Het verhaal werd getekend door Stanislas Barthélémy (kortweg Stanislas) op een scenario van Jean-Luc Fromental en José-Louis Bocquet.

## Achtergrond
De tekenstijl die voor dit verhaal werd gebruikt, is ook Hergés stijl, namelijk de klare lijn. Stanislas baseerde zich echter op de specifieke stijl Alain Saint-Ogan, een van Hergés voorbeelden.
Het verhaal verscheen voor het eerst in 1999 en kreeg in 2012 een aangevulde heruitgave. In het Frans verscheen er ook in 2007 een heruitgave met acht extra pagina's - de versie van 2012 is hierop een verder aanvulling van nog eens twee pagina's. De versie van 2012 bevat ten opzichte van die van 1999 als extra pagina's de episodes uit 1928, 1953 en 1983. De omslagtekening en de schutbladen werden ook vernieuwd. In 2015 en 2017 volgden in het Frans nog eens twee uitbreidingen, die niet vertaald werden.
De avonturen van Hergé verscheen behalve in het Frans en Nederlands ook in het Duits, Portugees, Fins, Engels en Spaans. Een scène in het stuk over 1941 bevat een naaktportret, waardoor het verhaal op dit punt is aangepast voor een versie in het Chinees en Hindi.
De auteurs zagen er voor dit verhaal op toe dat de dingen die ze vertellen ook gebaseerd zijn op feiten die meermaals door andere biografen zijn vermeld. De auteurs zijn van plan nog herzieningen uit te voeren als er nog meer belangrijke informatie wordt ontdekt.
Naast het verhaal bevat het album ook een bijlage met biografische informatie over de belangrijkste personages die de revue passeren.

## Expositie
Ter ere van de herdruk in 2012 loopt van april tot in oktober 2012 een gelijknamige expositie rond hetzelfde thema in het Brusselse Museum of original figurines (Moof).

## Verhaal
Het verhaal belicht een aantal gebeurtenissen in het leven van Hergé. Het is chronologisch opgedeeld per jaar.
- 1914: De kleine Georges Remi (Hergé) haalt kattenkwaad uit in het ouderlijk huis. Alleen potlood en papier weten hem te kalmeren.
- 1925: Vader Remi maakt zich zorgen om de toekomst van Georges. Georges zelf leeft zich uit als scout met de totemnaam "leergierige vos". Zijn leider René Weverbergh brengt hem in contact met abbé Norbert Wallez, de directeur van de krant Le Vingtième Siècle, die hem aan werk kan helpen.
- 1928: Abbé Wallez ziet in Georges Remi geen verslaggever en raadt hem aan zich toe te leggen op het tekenen. Hij raadt hem aan een reeks met een katholieke verslaggever met een hond te beginnen: Kuifje.
- 1930: Voor een publiciteitsstunt zal een acteur Kuifje die terugkeert uit de Sovjet-Unie uitbeelden. Een grote menigte wacht "Kuifje" op. Abbé Wallez is onder de indruk en besluit het eerste verhaal, Kuifje in het land van de Sovjets als stripalbum uit te brengen. Hij stelt Hergé voor om Kuifje nu naar Belgisch-Congo te sturen, hoewel Hergé meer voelt voor Amerika.
- 1934: Hergé maakt het verhaal De Blauwe Lotus in samenwerking met de jonge Chinees Tchang Tchong-Jen. Japan is niet opgezet met de pro-Chinese houding in het verhaal.
- 1941: Kuifje krijgt in de Tweede Wereldoorlog een toneelstuk aan hem gewijd. De bezieler ervan, Jacques Van Melkebeke, stelt Hergé voor aan Edgar Pierre Jacobs. Jacobs en Hergé mijmeren over het gebruik van kleur in strips. Hergé krijgt van een bezorgde vader een kritische opmerking: Kuifje staat tot diens ontevredenheid in de "gestolen" Le Soir - Le Soir wordt tijdens de oorlog onder toezicht van de Duitse bezetter gepubliceerd.
- 1944: Jacobs stelt Hergé een schijnbaar leegstaand huis voor dat geschikt lijkt voor De 7 kristallen bollen. Als ze de plaats verlaten, blijkt het huis gebruikt te worden door de nazi's - ze waren maar net op tijd weg om niet betrapt te worden. Na de bevrijding van Brussel wordt hard opgetreden tegen collaborateurs en nazisympathisanten. Ook Hergé werkte onder de bezetter en wordt daardoor enige malen ondervraagd. De Verzetsraad buigt zich over Hergés dossier. Verzetsheld en Kuifjelezer Raymond Leblanc zorgt ervoor dat Hergé niet langer te maken krijgt met de repressie. Leblanc stelt Hergé voor om een weekblad op te richten onder de naam Kuifje.
- 1948: Een uitgebluste Hergé rust uit nabij het meer van Genève, waardoor Kuifje niet in het naar hem genoemde blad verschijnt, tot groot ongenoegen van de lezers en uitgever. Hergé laat zich verleiden door vrouwelijk schoon en krijgt een lesje over mensen die zich tijdens de oorlog verrijkten aan vluchtende Joden.
- 1953: Hergé laat zich beïnvloeden door een waarzegster en breekt onder meer onder invloed van haar advies met Van Melkebeke, nadat Hergé en Jacobs wegen ook scheidden. De twee portretten van Van Melkebeke, één met Hergé en een met zijn vrouw Germaine Kieckens, die Hergé in huis heeft hangen, belanden op de rommelmarkt.
- 1956: Om documentatie te vergaren voor Cokes in voorraad gaan Hergé en medewerker Bob De Moor mee op een schip. Hergé worstelt er met zijn geweten: hij wil trouw blijven aan Germaine Kieckens, maar begint desondanks een relatie met zijn nieuwe medewerkster Fanny Vlamynck.
- 1959: Hergés dromen zitten vol witte demonen, volgens zijn psychoanalyticus moet hij zijn huwelijkscrisis oplossen en stoppen met het eveneens vrij witte Kuifje in Tibet. Vlamynck krikt zijn moreel op en Hergé zet door.
- 1960: Kuifje krijgt een film: Kuifje en het geheim van het Gulden Vlies. De film wordt gemaakt met beperkt budget. Een kind is hard in zijn kritiek. Hergé is teleurgesteld.
- 1966: Asterix wint aan populariteit. Uitgever Casterman maant Hergé aan een nieuw album van Kuifje te maken. Hergé lijkt echter meer interesse te hebben voor moderne kunst. Hij probeert ook zelf schilder te worden, maar er wordt hem aangeraden zich bij striptekenen te houden.
- 1971: Hergé wint medisch advies in in de Verenigde Staten. Hij maakt van de gelegenheid gebruik om Sioux te ontmoeten. Hij treft er indianen aan die hun tradities hebben verlaten en zich hebben gestort op een arm leven als drinkebroers en druggebruikers.
- 1975: Hergé slaagt erin contact te krijgen met zijn oude vriend Tchang Tchong-Jen en bereidt een reis voor. Tchong-Jen heeft het hard te verduren gehad onder en na de Chinese revolutie.
- 1977: Kuifje en de Picaro's boekt succes. Hergé blijft Germaine Kieckens zien ondanks zijn nakende huwelijk met Fanny Vlamynck. Andy Warhol heeft voor hun huwelijk Hergé vereeuwigd in een popartwerk. Na de voorstelling ervan snelt Warhol weg.
- 1981: Tchang Tchong-Jen komt zelf op bezoek en wil Fransman worden. De hereniging kan op media-aandacht rekenen, maar de zwakke gezondheid van Hergé noopt hem snel weg te gaan.
- 1983: Er zijn plannen voor een verfilming van Kuifje door Steven Spielberg, maar Hergé is niet akkoord met de clausule dat Spielberg de film eventueel niet zelf hoeft te regisseren. Ook een tekenfilm ligt moeilijk. Hergés vliegtuig naar een andere wereld vertrekt. Er wordt postuum een ster naar hem genoemd.

## Verwijzingen in het verhaal
De auteurs hebben in het album ook enkele persoonlijke knipoogjes in het verhaal verwerkt.
- De kleine Georges Remi maakt in het verhaal een tekening die aan Kuifje doet denken. De bewuste tekening is geïnspireerd op een tekening van Stanislas' toenmalig 10-jarig neefje.
- Fromental heeft een scène met zijn eigen moeder in het verhaal verwerkt. In de episode over 1960 wordt een zangeres teleurgesteld als ze te horen krijgt dat de haar beloofde rol van Bianca Castafiore om budgettaire redenen is geschrapt. De bewuste zangeres is Fromentals eigen moeder.
- Op de titelpagina staat een afbeelding van een inktpot: Stanislas' eigen inktpot, die voor de expositie in het Moof naar ginder verhuisde.

Daarnaast bevat het verhaal ook verwijzingen naar het oeuvre van Hergé zelf. Zo duiken bijvoorbeeld Quick en Flupke op en zit het vol personages en voorwerpen die verwijzen naar Kuifjealbums.